# Megalopus elongatus
Megalopus elongatus es una especie de coleóptero de la familia Megalopodidae.

## Distribución geográfica
Habita en Brasil.